# Promax
Promax Sp.j. – polski operator sieci telewizji kablowej. Firma ta posiada swą siedzibę w Ostrowie Wielkopolskim. Działa w pięciu powiatach południowej części województwa wielkopolskiego. Jest laureatem Polskiego Orła Promocyjnego „Teraz Polska”, Gazeli Biznesu i innych nagród. Oferuje też telewizję cyfrową, telefonię oraz internet szerokopasmowy.
Na dzień 30 września 2019 z usług Promaxa korzystało ponad 37 tys. osób, co czyniło go wówczas 6. największą siecią kablową pod względem liczby abonentów.